# Distretto di Akuapim Sud
Il distretto di Akuapim Sud (ufficialmente Akuapim South District, in inglese) è un distretto della Regione Orientale del Ghana.